# حاجي أباد مير حسيني (علي أباد كرمان)
حاجي أباد میر حسیني (بالفارسية: حاجی‌آباد میرحسینی) هي قرية تقع في إيران في Aliabad Rural District. يقدر عدد سكانها بـ 533 نسمة .